# 太阳出世
《太阳出世》，池莉的中篇小说。

## 内容
赵胜天和李小兰即将结婚，两人都是城市里的吊儿郎当的青年，结婚当天，赵胜天和他人打架，李小兰去劝架，骂了赵胜天，孩子“小太阳”出世之后，两人为生活压力而改变，变得圆滑，李小兰母性溢出，满含母爱抚养孩子，而赵胜天则也带着父亲的责任心、上进心努力工作、挣钱、养家。

## 角色
- 赵胜天：李小兰丈夫。

- 李小兰：赵胜天妻子，育有赵朝阳。

## 主题和风格
《太阳出世》诠释了青年在结婚之后，面临生活的压力而改变的故事。

## 评价
部分评论家认为《太阳出世》是“意识流”小说。

## 改编作品
《不谈爱情》和《太阳出世》被合起来改编成电视剧《不谈爱情》，导演梁天、于洋出演庄建非，陈丽娜出演吉玲。